# 대한민국 제14대 국회의원 선거 제주도
이 문서는 대한민국 제14대 국회의원 선거의 제주도 지역 개표 결과이다.

## 선거구
| 선거구            | 선거구역                    |
| ----------------- | --------------------------- |
| 제주시            | 제주시 일원                 |
| 북제주군          | 북제주군 일원               |
| 서귀포시·남제주군 | 서귀포시 일원 남제주군 일원 |

## 개표 결과

### 제주시
|  | 39.58% |

|  | 34.49% |

|  | 23.84% |

|  | 2.07% |

### 북제주군
|  | 54.64% |

|  | 45.35% |

### 서귀포시·남제주군
|  | 46.19% |

|  | 40.25% |

|  | 13.55% |

## 당선자
|  | 39.58% |

|  | 54.64% |

|  | 46.19% |

## 같이 보기
- 대한민국 제14대 총선
- 대한민국 제14대 국회
- 대한민국 제14대 국회의원 목록